# SM U-12
Lo SM U-12 è stato un sottomarino della k.u.k. Kriegsmarine in servizio tra il 1914 e il 1915. Dalla data del suo ingresso in servizio, e fino alla sua perdita, avvenuta per urto contro una mina ad ancoraggio di fronte a Malamocco (Venezia), fu al comando del tenente di vascello Egon Lerch

## Storia

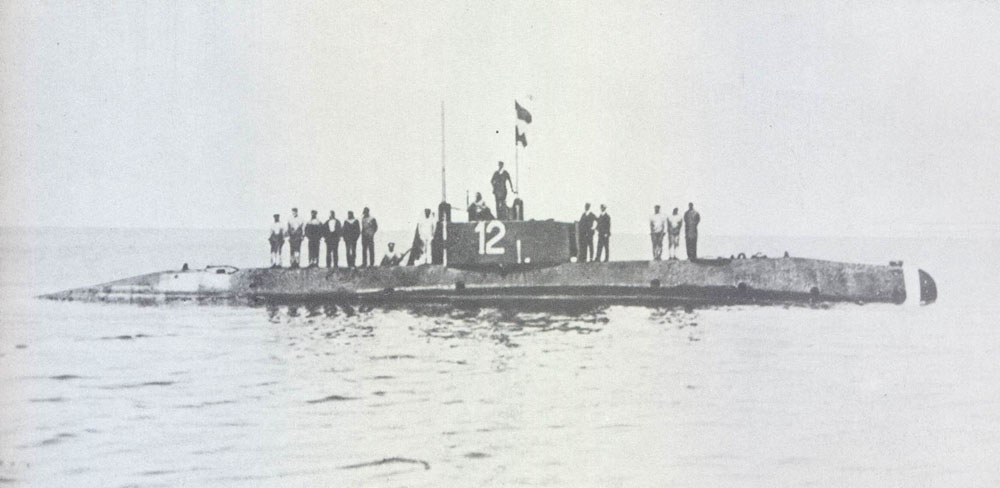
Il sottomarino U-12 in navigazione.

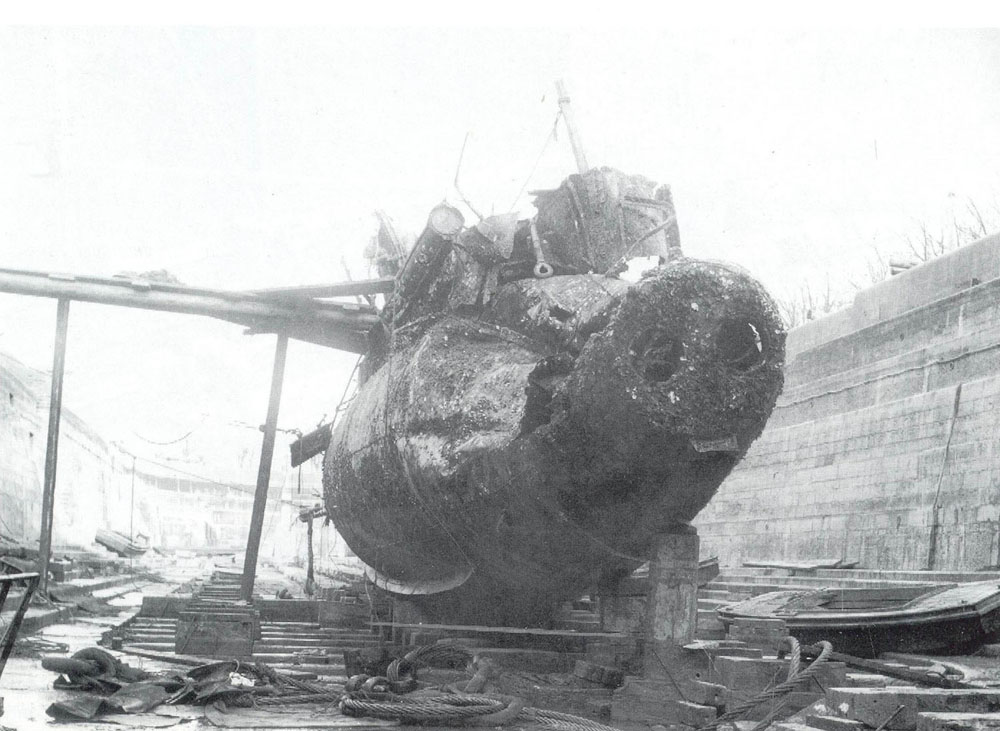
Il sottomarino U-12 all'interno dell'arsenale di Venezia, dopo essere stato recuperato.

Dopo aver costruito per la k.u.k. Kriegsmarine, su progetto dell'americano John Philip Holland, i sommergibili U-5 e U-6, il Silurificio Whitehead di Fiume decise di costruire su iniziativa privata una ulteriore unità che fu impostata nel 1909, e varata il 14 marzo 1911 con la sigla SS-3. Questo sottomarino, che incorporava diversi miglioramenti ai sistemi elettrici e meccanici, fu offerto da Robert Whitehead alla k.u.k. Kriegsmarine ma, essendo ancora in corso la valutazione operativa degli U-5 e U-6 l'acquisto fu rifiutato. Whitehead allora offrì l'unità per l'esportazione a diverse marine, Perù, Portogallo, Paesi Bassi, Brasile e Bulgaria, e nuovamente a quella austro-ungarica che rifiutò di acquistarla per la seconda volta. Dopo lo scoppio della prima guerra mondiale la k.u.k. Kriegsmarine disponeva di sei U-Boot, quattro operativi e due completati ma non ancora on servizio attivo. L'alto comando della marine decise di acquistare al prezzo di 500.000 corone, con procedura d'urgenza, lo SS.3 che dalla data del varo aveva stazionato tra i porti di Pola e Brioni.
Il sottomarino SS-3 era caratterizzato da uno scafo singolo con il corpo avente forma di goccia, similmente a quello dei moderni sottomarini nucleari. Era lungo 32,11 m, largo al traverso 4,19 m, e aveva un pescaggio di 3,91 m. Il dislocamento era 240 tonnellate in superficie e 273 tonnellate in immersione. L'armamento si basava su due tubi lanciasiluri da 450 mm, che presentavano portelli unici dal disegno a forma di quadrifoglio che ruotavano su un asse centrale, e a bordo si potevano trasportare un massimo di quattro siluri.
Inizialmente lo SS-3 era propulso in superficie da una coppia di motori elettrici, sostituiti in seguito da due motori a benzina a 6 cilindri da 300 cavalli (220 kW) ciascuno. La propulsione subacquea era affidata a due motori elettrici per un totale di 230 cavalli (170 kW).
Trasferito a Pola lo U-12 fu rapidamente allestito, entrando in servizio con la sigla ottica U-7 il 21 agosto 1914, posto al comando del Linienschiffsleutnant Egon Lerch. Il 28 dello stesso mese si decise di ridesignarlo U-12, ma il numero "7" sulla torretta venne sostituito solo alcuni giorni dopo. Installato il cannone da 37 millimetri e sostituito il periscopio, nel dicembre fu trainato dalla torpediniera Satellit fino alle bocche di Cattaro da dove partì subito per il Canale d'Otranto avendo l'ordine di attaccare le navi francesi che vi transitavano. Il 21 dicembre avvistò un gruppo di sedici navi nemiche impegnate in alcune esercitazioni tattiche e si portò all'attacco nonostante il mare grosso. Avvistata la nave da battaglia Jean Bart, nave di bandiera del comandante della flotta ammiraglio Augustin Boué de Lapeyrère, la attaccò con due siluri di cui uno andò a segno a prua, ma la compartimentazione resse e la nave poté essere salvata e raggiunse con qualche difficoltà l'isola di Malta per le prime riparazioni. Tale attacco colpì le autorità navali francesi che arrivarono a ritirare la loro flotta dal Mare Adriatico.
Nel febbraio 1915 l'"U-12" si portò davanti alle coste del Montenegro dove, di fronte ad Antivari, fu attaccato con il lancio di due siluri da un sommergibile francese, e una volta schivati contrattaccò lanciandone a sua volta altri due che andarono a vuoto ma costrinsero l'unità nemica ad allontanarsi ad alta velocità. Lo U-12 rientrò a Cattaro dopo aver catturato due velieri montenegrini e in quella base, il 28 marzo 1915, l'intero equipaggio fu decorato a bordo della corazzata Monarch. Tre giorni dopo l'U 12 salpò nuovamente, e in quella crociera offensiva fermò e catturò cinque trabaccoli montenegrini che furono poi rimorchiati a Cattaro. Il 28 maggio 1915, all'altezza di Capo Salvore, avvistò un piroscafo che navigava oscurato e che quindi, ritenuto nemico, fu immediatamente attaccato senza alcun preavviso, causando la morte di 22 persone con solo due superstiti, con il lancio di due siluri. Si trattava del piroscafo greco Virginia da 1.065 tonnellate, appartenente a una nazione neutrale, e che per di più era stato fermato e controllato dallo U-5 due giorni prima e lasciato libero di proseguire. Tale gravissimo incidente fu praticamente ignorato volutamente dalle autorità austro-ungariche. Dopo aver effettuato alcuni lavori di manutenzione, tra cui la sostituzione della bussola e delle batterie e l'installazione di due tubi lanciasiluri prodieri supplementari in coperta, lo U-12 si trasferì da Pola a Trieste da cui salpò il 7 agosto 1915 per una missione segreta di guerra. L'intenzione del comandante Lerch era di forzare le ostruzioni che difendevano l'accesso alla rada di Venezia, e una volta penetratovi, di attaccare le navi italiane alla fonda. Alle 15:30 del pomeriggio dell'8 agosto, da bordo di una nave in servizio di vigilanza sulla rotta di accesso a Venezia, fu udita una forte esplosione e più tardi da un rimorchiatore giunto sul posto furono avvistate chiazze di benzina in mare. Una volta che i palombari calatisi sul posto ebbero localizzato il sottomarino affondato a causa dell'urto con una mina ad ancoraggio, con la perdita di tutto l'equipaggio, la Regia Marina organizzò, in gran segreto il recupero dello U-12, cosa che avvenne nel dicembre 1916. Trasferito il relitto all'interno dell'arsenale di Venezia, i resti mortali dell'equipaggio vennero seppelliti il 18 gennaio 1917 nel cimitero dell'isola di San Michele, e il battello fu identificato anche grazie al ritrovamento della Medaglia d'argento al valor di marina che riportava il nome di Egone Lerch e la data di assegnazione. L'architetto viennese Walter Lenck progettò un monumento funebre per lo scomparso comandante Egon Lerch, di cui fu persino prodotta una prova in gesso. Poi il progetto fu abbandonato e solo nel 1935 l’Österreichischen Marineverband posò una targa ricordo sul luogo della sepoltura dei marinai e degli ufficiali dello U-12.

### Annotazioni
1. ↑  Il Comando della k.u.k. Kriegsmarine in privato rimborsò sia l'armatore che i membri dell'equipaggio sopravvissuti, che erano stati salvati dallo U-12 per la perdita dei propri beni, e indenizzò i parenti dei marinai morti, ma dichiarò ufficialmente che il Virginia era esploso a causa dell'urto con una mina.

### Fonti
1. ↑  Agenzia Bozzo.
2. 1 2 3 4 5 6 7 8 9 10 11 12 13 14  kuk Kriegsmarine.
3. 1 2  Gogg 1974, p. 71.
4. 1 2 3 4 5  Zagnoni 2009, p. 78.
5. 1 2  Sieche 1980, p. 21.
6. 1 2 3 4  Sieche 1980, p. 17.
7. ↑  Gogg 1974, p. 61.
8. 1 2 3 4  Zagnoni 2009, p. 75.
9. ↑  Halpern 2009, p. 120.
10. 1 2 3 4  U-Boat.
11. 1 2  Zagnoni 2009, p. 77.